# HIT COLLECTION -CONFIDENCE-
『HIT COLLECTION -CONFIDENCE-』（ヒット・コレクション コンフィデンス）は、PAMELAHのベスト・アルバム。

## 概要
それまでの全シングルと、アルバム、カップリングからのセレクションによる全15曲を収録した初のベスト・アルバム。。
最高位は9位であるが、オリコンランクイン2週目で10万枚の売上を記録（年末のため2週合算の売上）し、最終的に25万枚のヒットとなっている。
PAMELAHのアルバムでは初のデジパック仕様となっている。

## 収録曲
1. LOOKING FOR THE TRUTH
  - 1stシングル
2. BLIND LOVE
  - 5thシングル
3. SPIRIT
  - 7thシングル
4. Rainy Night
  - 1stアルバム収録曲
5. 涙
  - 6thシングル
6. I FEEL DOWN
  - 2ndシングル
7. いとしいキミ
  - 8thシングル
8. stay cool
  - 1stアルバム収録曲
9. 掠奪
  - 3rdアルバム収録曲
10. キレイになんか愛せない
  - 3rdシングル
11. I shall be released
  - 4thシングル
12. Shooting Star
  - 2ndシングルのカップリング曲
13. BABY BABY
  - 2ndアルバム収録曲
14. CONFIDENCE
  - 9thシングル
15. It's my fault
  - 2ndアルバム収録曲

作詞：Mariko Kurosawa (1)、水原由貴(#2 - 15)
作曲・編曲：小澤正澄(#ALL)

## 演奏
- 水原由貴：Voice
- 小澤正澄：All Guitars, Keyboards & Computer Programming